# Wapen van Zwaag

Het wapen van Zwaag

Het wapen van Zwaag is op 26 juni 1816 bij besluit van de Hoge Raad van Adel aan de voormalige gemeente bevestigd. Op 2 januari 1979 is de gemeente Zwaag opgegaan in de gemeente Hoorn. In het wapen van Hoorn zijn geen elementen overgenomen van het wapen van Zwaag

## Geschiedenis
Vermoedelijk was de vogel oorspronkelijk een reiger. Deze vogels komen in deze streek van nature veel voor. Wanneer men de tekening in het wapenregister bekijkt is op de kop van de vogel een kuif te zien, iets wat typisch iets voor een reiger is.

## Blazoenering
De beschrijving van 26 juni 1816 luidt als volgt:
Van lazuur beladen met een ooijevaar, staande op een terras, alles van goud, en houdende in deszelfs bek een paling van sabel.
De heraldische kleuren in het wapen zijn lazuur (blauw), goud (geel) en sabel (zwart). Niet in de beschrijving vermeld, maar wel op de tekening in het wapenregister te zien, is dat de ooievaar omgewend is, dat wil zeggen dat hij heraldisch naar links kijkt.

## Afbeelding op raadhuis
Op het vroegere raadhuis van Zwaag staat de afbeelding in andere kleuren weergegeven. Het is niet duidelijk of dit de originele kleuren van het wapen zijn. Dat is echter heel goed mogelijk, aangezien goud op blauw, de zgn. rijkskleuren, rond 1815 veelal bij een wapenaanvraag werden toegepast, als de kleuren van de voorstelling niet duidelijk omschreven waren.

Het wapen van Zwaag op het oude raadhuis

Abbekerk
· Akersloot
· Andijk
· Ankeveen
· Anna Paulowna
· Assendelft
· Avenhorn
· Barsingerhorn
· Beemster
· Beets
· Bennebroek
· Berkenrode
· Berkhout
· Bijlmermeer
· Blokker
· Bovenkarspel
· Broek in Waterland
· Broek op Langedijk
· Buiksloot
· Bussum
· Callantsoog
· De Rijp
· Egmond
· Egmond aan Zee
· Egmond-Binnen
· Graft
·  Graft-De Rijp
· 's-Graveland
· Groet
· Grootebroek
· Grosthuizen
· Haarlemmerliede
· Haarlemmerliede en Spaarnwoude
· Harenkarspel
· Heerhugowaard
· Hensbroek
· Hoogkarspel
· Hoogwoud
· Ilpendam
· Jisp
· Kalslagen
· Katwoude
· Koedijk
· Koog aan de Zaan
· Kortenhoef
· Krommenie
· Kwadijk
· Langedijk
· Leimuiden
· Limmen
· Marken
· Middelie
· Midwoud
· Monnickendam
· Muiden
· Naarden
· Nederhorst den Berg
· Nibbixwoud
· Niedorp
· Nieuwe Niedorp
· Nieuwendam
· Nieuwer-Amstel
· Noord-Scharwoude
· Noorder-Koggenland
· Obdam
· Oosthuizen
· Opperdoes
· Oterleek
· Oude Niedorp
· Oudendijk
· Oudkarspel
· Oudorp
· Petten
· Ransdorp
· Schardam
· Scharwoude
· Schellingwoude
· Schellinkhout
· Schermer
· Schermerhorn
· Schoorl
· Schoten
· Sijbekarspel
· Sint Maarten
· Sint Pancras
· Sloten
· Spaarndam
· Spaarnwoude
· Spanbroek
· Twisk
· Urk
· Ursem
· Veenhuizen
· Venhuizen
· Warder
· Warmenhuizen
· Waverveen
· Weesp
· Weesperkarspel
· Wervershoof
· Wester-Koggenland
· Westwoud
· Westzaan
· Wieringen
· Wieringermeer
· Wieringerwaard
· Wijdenes
. Wijdewormer
. Wijk aan Zee en Duin
· Wimmenum
· Winkel
· Wognum
· Wormer
· Wormerveer
· Zaandam
· Zaandijk
· Zeevang
· Zijpe
· Zuid-Scharwoude
· Zuid- en Noord-Schermer
· Zwaag

Dorpswapens:
Hauwert
· Volendam
· Zwaagdijk-West